# Hub (Oberstaufen)
Hub (mundartlich: Huəb, noch Huəb) ist ein Gemeindeteil des Marktes Oberstaufen im bayerisch-schwäbischen Landkreis Oberallgäu. Die Ortschaft liegt in der Gemarkung Thalkirchdorf.

## Geographie
Der Ort liegt circa 7,5 Kilometer östlich des Hauptorts Oberstaufen im Konstanzer Tal gelegen. Der Gemeindeteil wird als verbunden mit Konstanzer angesehen. Die Ortschaft liegt an der Queralpenstraße B 308, nördlich verläuft die Bahnstrecke Buchloe–Lindau und die Konstanzer Ach. Südlich befindet sich das Himmelseck. Östlich befindet sich die Gemeindegrenze zu Ratholz der Gemeinde Immenstadt im Allgäu.

## Ortsname
Der Ortsname stammt vom frühneuhochdeutschen Wort hub für ein Stück Land von einem gewissen Masse, Hufe und somit bedeutet der Ortsname bei der Hube, kleines Bauerngut.

## Geschichte
Hub wurde erstmals urkundlich im Jahr 1573 als zur Hub erwähnt. 1814 wurden 10 Wohnhäuser in Hub gezählt. Seit 1875 wird Hub in amtlichen Ortsverzeichnissen stets zu Konstanzer gerechnet. Hub gehörte bis zur bayerischen Gebietsreform 1972 der Gemeinde Thalkirchdorf an.